# 坂仲輔

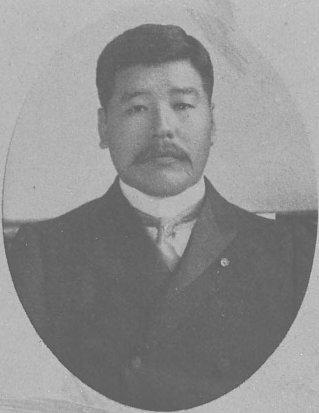
坂仲輔

坂 仲輔（さか なかすけ、明治3年1月29日（1870年3月1日） - 大正14年（1925年）8月14日）は、日本の内務官僚、実業家。茨城県知事、石川県知事、新潟県知事。

## 人物
長州藩一門家老吉敷毛利家の家臣である坂新一の子として周防山口に生まれ、高等商業学校（のちの一橋大学）卒業後、会計検査院入庁。検査官補を務める。
内務省参事官、神奈川県事務官・第一部長兼第三部長などを経て、1908年10月、茨城県知事、1912年12月、石川県知事、1914年4月、新潟県知事を歴任。
1916年、藤田組常務理事、同年同社総務理事。1918年、小坂鉱山事務所長兼務。藤田銀行設立を決定。1916年に社長に進言し柵原鉱山の買収を決断させる。1925年に在職のまま死去。

## 栄典
- 1915年（大正4年）11月10日 - 大礼記念章[5]

## 親族
- 養子 坂信弥（警視総監）